# Niels Fuglsang

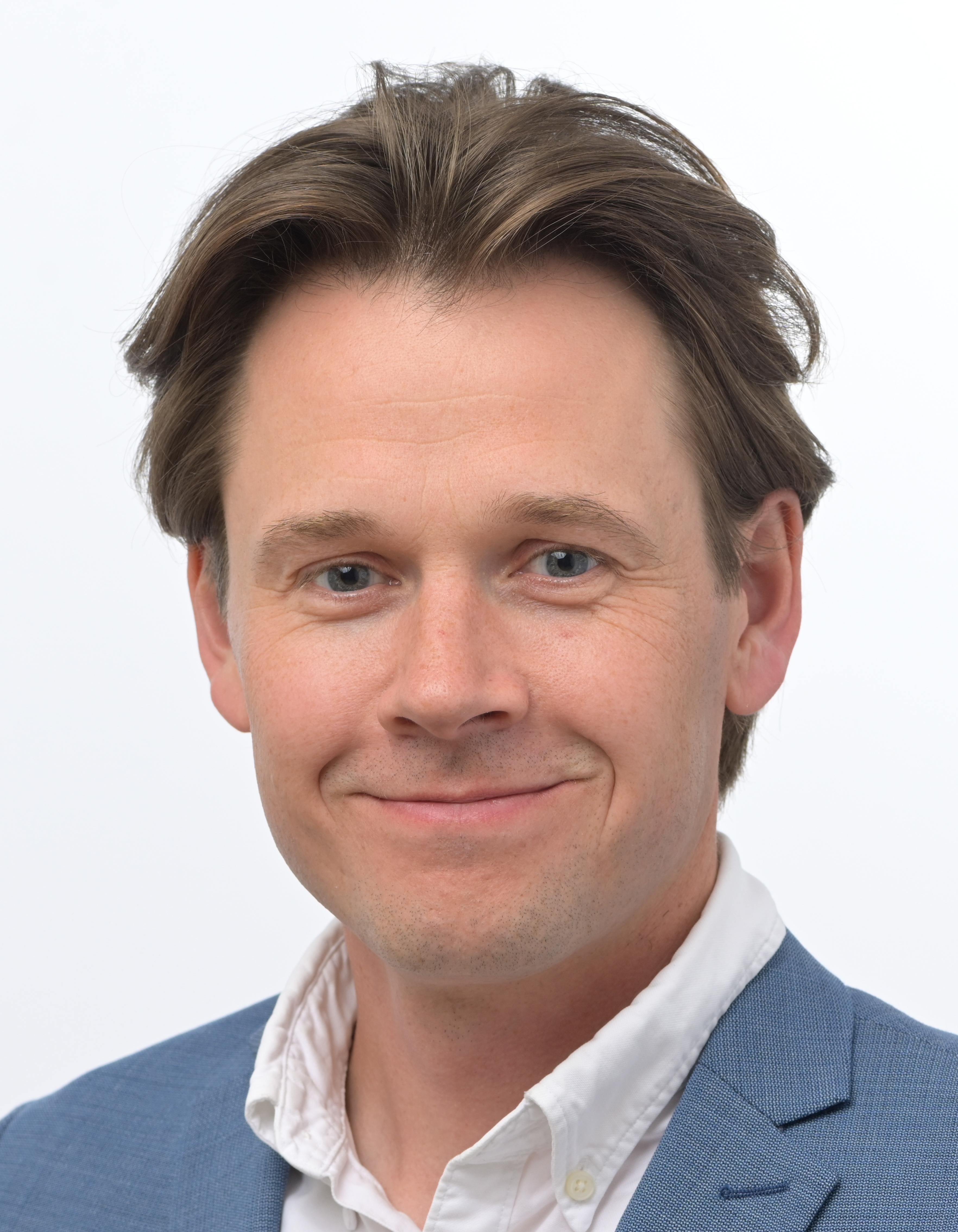
Niels Fuglsang (2024)

Niels Fuglsang (* 29. Juni 1985 in Kopenhagen) ist ein dänischer Politiker der Sozialdemokraten. Bei der Europawahl 2019 erhielt er ein Mandat im Europäischen Parlament für seine Partei.

## Leben
Niels Fuglsang studierte von 2005 bis 2012 an der Universität Kopenhagen mit Bachelorabschluss und Master am Pariser Sciences Po.
Von 2011 bis 2013 war er im Büro des dänischen EU-Abgeordneten Jørgensen tätig, danach als Kampagnenberater und später Seniorberater für seine Partei. Ebenso war er 2013 Kampagnenarbeiter für Greenpeace.
Ab 2016 war er externer Lektor für angewandte Umweltpolitik am Dänischen Institut für Auslandsstudien. 

## EU-Abgeordneter
Fuglsang gehört im EU-Parlament dem Ausschuss für Industrie, Forschung und Energie sowie der Delegation für die Beziehungen zur Volksrepublik China an. Stellvertretendes Mitglied ist er im Wirtschafts- und Finanzausschuss sowie in der Delegation im gemeinsamen parlamentarischen Ausschuss mit der Türkei.